# Andreas Hölzl
Andreas Hölzl (Kitzbühel, 16 marzo 1985) è un ex calciatore austriaco, di ruolo centrocampista.

## Palmarès
- Coppa d'Austria: 1

Sturm Graz: 2009-2010
- Campionato austriaco: 1

Sturm Graz: 2010-2011